# زي أوقستو
زي أوقستو (بالبرتغالية: Zé Augusto‏) هو مدرب كرة قدم ولاعب كرة قدم برازيلي في مركز الوسط، ولد في 7 مارس 1959 في باهيا في البرازيل. لعب مع جمعية أرابيراكا الرياضية وجمعية بورتوغيزا الرياضية ونادي جوينفيل ونادي ريفر تيريزينا ونادي فيتوريا.